# Travée
Travée [tra’ve] (fransk, af latin "trabes", bjælke) betyder i arkitekturen et fag, mellemrummet mellem to loftsbjælker eller mellem to bærende led, og særligt et hvælvingsfag i en middelalderlig storkirke. Der tales om den gotiske stils gennemgående travée, idet gotikkens hvælvingskonstruktioner tillod samme fagdeling i hovedskibet og begge sideskibene, medens den romanske stils kvadratiske hvælv havde krævet dobbelt så mange i sideskibene som i hovedskibet.
| Arkitektur | Spire Denne arkitekturartikel er en spire som bør udbygges. Du er velkommen til at hjælpe Wikipedia ved at udvide den. |